# Kandżut
Kandżut (ang. Kanjut, ros. Кунджут) – dawna nazwa mogąca odnosić się do księstwa Hunzy, do rzeki Hunzy lub do doliny, którą ona płynie, egzonim pochodzący z języka chińskiego. Określenie krainy przeniesiono na jej mieszkańców Kandżutami nazywając Buruszów.

## Tło historyczne nazwy

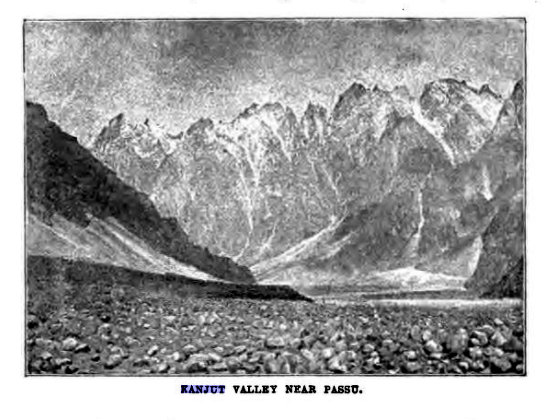
„Dolina Kadżutu” – ilustracja z Where Three Empires Meet (1897) E.F. Knighta

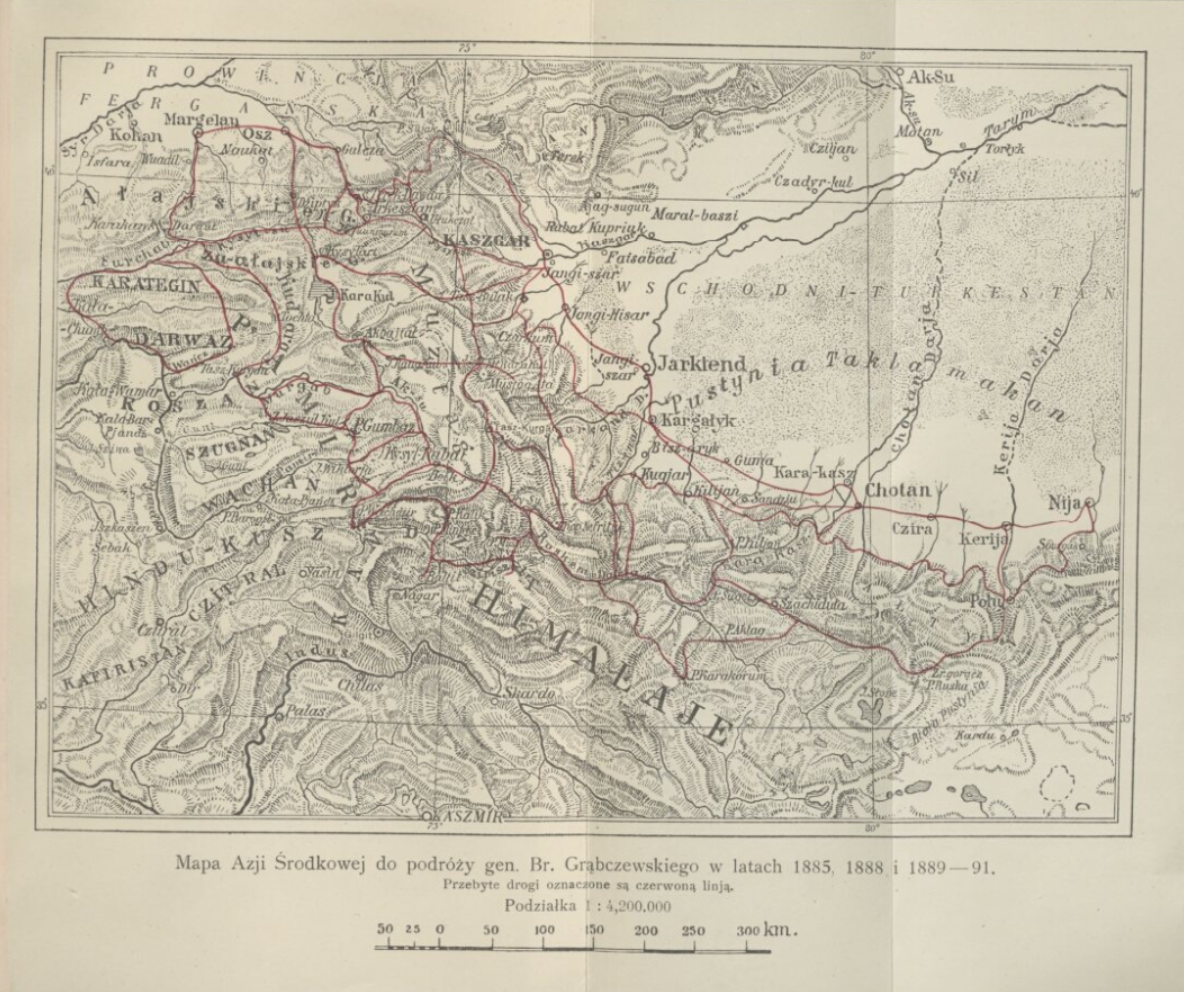
Mapa tras podróży B. Grąbczewskiego po Azji Śr. w latach 1885, 1888, 1889-91, towarzysząca jego książce Przez Pamiry i Hindukusz do źródeł rzeki Indus, wyd. w Warszawie, 1924.

Niezależne państwo plemienne Hunzy weszło w połowie XVIII w. dobrowolnie w zależność trybutarną od dynastii Qing, po tym jak Chiny podporządkowały sobie w wyniku podboju militarnego obszary na południe od Tienszanu i utworzyły tam nową chińską dependencję – Sinciang. Intencją władcy Hunzy było uzyskanie przychylności potężnego sąsiada, która by zapewniła Hunzie dalsze kontrolowanie szlaków kupieckich, wiodących przez przełęcze (Kilik, Mintaka, Khunjerab) i doliny (Wachan, Taxkorgan) w jej pobliżu. Buruszowie z księstwa Hunzy (Hunzakuc) nie uczestniczyli bezpośrednio w wymianie handlowej, czerpali jednak znaczne korzyści z napadów na karawany, porywania osób i odsprzedawania ich na targach niewolników w Kaszgarze.
Pod panowaniem Salima Chana (1784-1824) Hunza rozszerzyła sferę wpływów na północ i wschód, przez co tereny uważane przez władców Hunzy za własne pokrywały się z obszarami uznawanymi przez chińską administrację Kaszgarii za podległe dynastii mandżurskiej. Nie prowadziło to jednak do konfliktów.
Te zaczęły się pojawiać w połowie XIX w., kiedy przeciwko chińskiej dominacji podniosły się muzułmańskie szczepy na terenach na południe od Sache (historyczny Jarkend). W stłumieniu niepokoi wśród miejscowej ludności wzięli udział Hunzakuc, wezwani na pomoc przez władze chińskie, za co w nagrodę władcy Hunzy Ghazanowi Chanowi darowano majątek ziemski w pobliżu Jarkendu i udzielono pozwolenia na zamieszkiwanie w nim. Ponadto formalnie uznano prawa pasterzy z Hunzy do wypasu bydła na terenach przygranicznych po kaszgarskiej stronie przełęczy, co Hunzakuc i tak czynili od pokoleń.
Do mniej więcej lat 80. XIX w. księstwo Hunzy było przeważnie znane pod nazwą nadaną jej przez chińskojęzycznych sąsiadów – Kandżut, natomiast dla samych Hunzakuc było to słowo obce. Po wejściu Hunzy w orbitę polityki międzynarodowej, tj. trójstronnego współzawodnictwa o wpływy w Azji Centralnej między Chinami, Rosją a Imperium Brytyjskim, wzrosło też badawcze zainteresowanie tym krajem. Odwiedzali go przeważnie Brytyjczycy, m.in. John Biddulph (jako funkcjonariusz Indii Brytyjskich), G.W. Leitner, Francis Younghusband, którzy zaczęli konsekwentnie wprowadzać rodzimą nazwę (w oryginalnym brzmieniu 'hanzu') jako 'Hunza'.

## W piśmiennictwie polskim

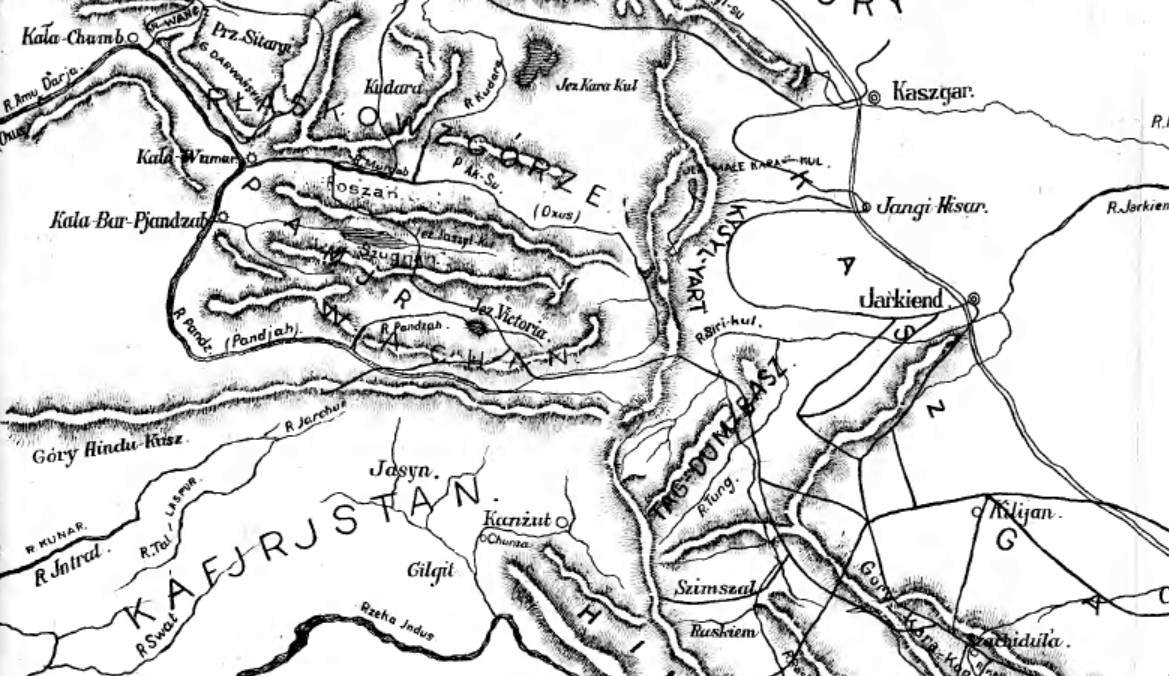
Fragment mapy towarzyszącej omówieniu podróży i tekstu B. Grąbczewskiego w „Roczniku Przyjaciół Nauk” (Poznań, 1891), gdzie oznaczono Hunzę jako „Kanżut”.

Tę formę nazwy w polskim piśmiennictwie usankcjonowała jako Kandżut, czyli w brzmieniu nazwy rosyjskiej lub angielskiej, Enyklopedia Gutenberga w tomie 7., który ukazał się w 1929 r. Nazwa pojawiła się jednak już parę dekad wcześniej. Wielka Encyklopedia Powszechna z 1891 r. wymienia Kandżut omawiając opanowanie Azji Środkowej przez administrację brytyjską. Posługiwano się nią przy okazji prasowych doniesień międzynarodowych, np. „Kurjer Warszawski” z 28 marca 1893 r., donosił, „że anglicy za zgodą chińczyków zajęli podległy im kraj Kandżut, położony na południe od Pamiru. Przez Kandżut anglicy mogą pomagać chińczykom, jakoteż i afgańczykom w Wachanie, przez przesyłkę broni i innych przedmiotów. Przez Kandżut także będą szły do Kaszgaru towary angielskie, które dotychczas były wyparte przez kupców russkich”. 
Dwa lata wcześniej, w 1891 r., ukazała się w „Rocznikach Towarzystwa Przyjaciół Nauk Poznańskiego” pierwsza polskojęzyczna publikacja dotycząca podróży Bronisława Grąbczewskiego po Azji Środkowej odbytych w carskiej wojskowej służbie administracyjnej w latach 1880-1896. Towarzyszyła jej szkicowa mapa (sporządzona przez redakcję „Rocznika”), na której Hunza oznaczona jest jako „Kanżut”. W tekście Grąbczewskiego zatytułowanym „List z podróży kapitana Grąbczewskiego w Środkowej Azyi do pana Wł. S. w Petersburgu”, a datowanym w kwietniu 1890 r., znaczny fragment dotyczy „dzikich i nadzwyczaj wojowniczych plemion Kandżutów” (str. 214), których kraj Grąbczewski odwiedził w 1888 r. Obszernie tę i inne swoje azjatyckie ekspedycje opisał Grąbczewski po polsku, głównie z pamięci, dopiero w wydanym w latach 1924-1925 trzytomowym dziele Podróże, przy czym o Hunzie mowa jest w tomie drugim Przez Pamiry i Hindukusz do źródeł rzeki Indus. I w tym utworze mówi Grąbczewski o „dzikiem i wojowniczem plemieniu Kandżutów, które zamieszkuje wąskie doliny południowych zboczy pasma górskiego Hindukusz i Himalajów, u źródłowisk Indusu” (str. 5). Dalej w treści książki posługuje się nazwą Kandżut na określenie rzeki Hunzy oraz kraju (który politycznie określa jako chanat), z której wywodzi też przymiotnik kandżucki, np. wspominając „posłów od chana kandżuckiego” (str. 9). 
Tą samą terminologią posługiwała się nadal ówczesna prasa omawiając przy okazji książki o podróżach Grąbczewskiego politykę międzynarodową w tamtej części Azji, np. w wileńskim „Słowie” z 30 stycznia 1925 r. Nazwę Kandżut wspomina też (acz mimochodem wymieniając krainy odwiedzone przez Grąbczewskiego) wydawnictwo z 1937 r. Państwa i kraje pozaeuropejskie. W 1958 r. wydano jednotomowy skrót opowieści Grąbczewskiego pod tytułem Podróże po Azji Środkowej, toteż powojenne omówienia życia i działalności wyprawowej Grąbczewskiego posługiwały się wciąż określeniem Kandżut. Nawet w autorytatywnym Słowniku podróżników polskich z 1992 r. mowa jest o „chanacie Kandżut”. Do Kadżutu wybrał się też np. bohater serii powieści dla młodzieży popularnych od lat 60. XX w., której autorem był Alfred Szklarski. Nazwę Hunza spopularyzowały dopiero relacje książkowe polskich himalaistów, poczynając od relacji z wyprawy na Kunyang Chhish w 1971 r. opisanej w Ostatni atak na Kunyang Chhish, gdzie mowa jest już o rzece i dolinie Hunza. 

## W piśmiennictwie anglosaskim

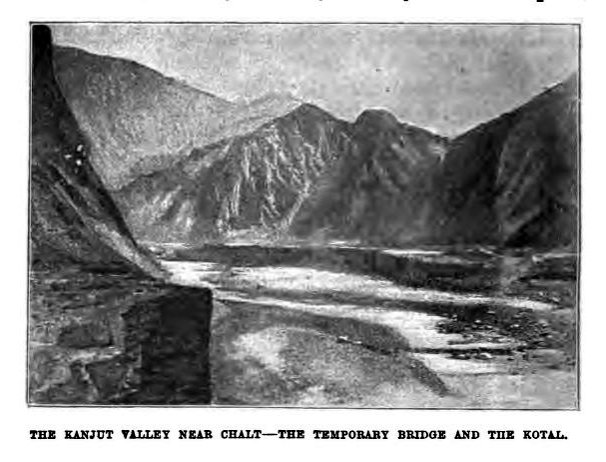
„Rzeka Kandżut” na ilustracji z książki E.F. Knighta Where Three Empires Meet (1897).

Utwory książkowe napisane przez urzędników rządu kolonialnego Indii Brytyjskich i podróżników w XIX w. podawały co prawda nazwę Kanjut, ale zaznaczając jednocześnie, że jest egzonimem. I tak w jednym z pierwszych takich utworów, Tribes Of the Hindoo Koosh (1880), jego autor John Biddulph mówi, że „ W Wachanie, Sirikolu i Jarkendzie Hunza nazywana jest Kunjoot, choć nie posługują się tą nazwą ani sami jej mieszkańcy ani żadne inne ludy zamieszkujące południe Hindukuszu. Nazwa kraju, tak jak wymawiają ją jego mieszkańcy, brzmi raczej 'hunzu'”.
Obok innych autorów, podobną uwagę czyni Francis Younghasband w The heart of a continent : a narrative of travels in Manchuria, across the Gobi Desert, through the Himalayas, the Pamirs, and Chitral, 1884-1894 (1896) mówiąc o „the little state of Hunza (or Kanjut, as it is always called on the Yarkand side)” (str. 215). Ponadto w piśmiennictwie anglosaskim Kanjut było używane przymiotnikowo w takich nazwach jak „the Kanjut Valley”, „the Kanjut River” oraz odnośnie do mieszkańców Hunzy, jak w „Kanjut robbers”, the Kanjut stronghold”, oraz rzeczownikowo „Kanjuti / Kanjutis” odnoście Buruszów, mieszkańców Hunzy; np. H.L. Nevill w Campaigns on the North-west Frontier (1912): „The Kanjutis, as the inhabitants of the Hunza or Kanjut Valley were known to the outside world” (str. 131). Jeszcze na przełomie XIX i XX w. obie nazwy, Hunza i Kanjut, funkcjonowały w brytyjskim piśmiennictwie wymiennie (np. w Where Three Empires Meet E.F. Knighta wydanym w 1897 r.).